# Mohamed Buya Turay
Mohamed Buya Turay (Freetown, 10 gennaio 1995) è un calciatore sierraleonese, attaccante del Kathmandu Rayzrs.

## Carriera

### Club
Buya Turay ha giocato in patria nell'FC Mattia, una squadra sierraleonese, prima di entrare a far parte dell'Académie Sainte Marie de Dixinn, un'accademia importante della vicina Guinea.
Nel 2013 è approdato in Svezia allo Juventus IF, piccola squadra della cittadina di Västerås che all'epoca militava in Division 3, la quinta serie nazionale. Le numerose realizzazioni hanno catalizzato le attenzioni di club più importanti: nell'estate 2014 ha avuto una prima breve parentesi, seppur in prestito, al Västerås SK nel campionato di Division 1.
È stato in procinto di trasferirsi nel marzo 2015 all'AFC United, neopromosso in Superettan, ma un problema burocratico ha impedito l'ufficialità dell'operazione. Il passaggio all'AFC United si è così concretizzato il successivo 21 agosto. Due giorni più tardi ha debuttato con la nuova maglia, in quella che è stata una delle sue tre presenze stagionali. Nel corso della Superettan 2016 ha invece segnato 10 gol (miglior marcatore della sua squadra), reti che hanno contribuito al raggiungimento del 2º posto e conseguentemente di una storica promozione in Allsvenskan.
L'ascesa di Buya Turay nel calcio svedese è continuata anche nel 2017, nonostante l'AFC (che nel frattempo aveva cambiato sede sociale e modificato la denominazione in AFC Eskilstuna) abbia occupato praticamente sempre le zone basse della classifica, chiudendo poi all'ultimo posto. Durante il torneo, l'attaccante sierraleonese ha realizzato 9 reti in 23 partite, tra cui una doppietta ai campioni di Svezia del Malmö FF.
Nonostante i due anni di contratto, vista anche la retrocessione, il giocatore ha espresso la volontà di essere ceduto. Dopo essere stato cercato da alcuni club esteri e da club svedesi come il Djurgården o l'Östersund, ad avere la meglio è stato il neopromosso Dalkurd, squadra fondata da immigrati curdi che si apprestava a disputare per la prima volta l'Allsvenskan. Alcuni media hanno riportato che l'acquisto sarebbe ammontato a circa 8 milioni di corone, quasi 800.000 euro.
Buya Turay ha saltato la prima giornata dell'Allsvenskan 2018 in attesa del permesso di lavoro, poi nel turno successivo è stato protagonista di una doppietta nel 3-0 sull'Östersund. Nonostante il suo apporto di 9 gol segnati in 13 partite, dopo la prima giornata di ritorno il Dalkurd occupava ugualmente l'ultimo posto in classifica. Nel frattempo l'attaccante africano aveva espresso il desiderio di approvare in palcoscenici più importanti, inoltre il club era economicamente gravato dall'addio di un importante investitore. Inizialmente la nuova destinazione del giocatore sembrava essere il Djurgården allenato dal suo ex tecnico Özcan Melkemichel, ma pochi giorni più tardi, l'8 agosto, sono stati i belgi del Sint-Truiden a presentarlo ufficialmente, pagando il suo cartellino 18 milioni di corone.
L'11 agosto ha giocato la prima partita nel campionato belga contro il Lokeren, subentrando nella ripresa e firmando il definitivo 1-1 con un colpo di testa all'84' minuto della sua partita di esordio. Successivamente ha faticato a trovare spazio, dato che ha chiuso il 2018 con 6 partite all'attivo con la squadra belga, per un totale di 162 minuti.
Nel gennaio 2019 Buya Turay torna in Svezia venendo annunciato come nuovo attaccante del Djurgården. Presentato con la formula del prestito annuale, il giocatore ha immediatamente affermato di non voler mai più giocare in Belgio a seguito della parentesi appena conclusa. Le sue 15 reti segnate in 29 partite di campionato – che a titolo personale gli hanno permesso di risultare capocannoniere dell'Allsvenskan 2019 – hanno aiutato il Djurgården a laurearsi campione di Svezia a 14 anni di distanza dall'ultima volta. Una di queste 15 reti è stata quella del definitivo 2-2 sul campo dell'IFK Norrköping al 65' minuto dell'ultima giornata, pareggio che è valso la conquista del titolo.
Rientrato al Sint-Truiden, l'attaccante è rimasto fuori dai piani della squadra belga, tanto da non giocare neppure per un minuto ed essere successivamente ceduto – nel luglio del 2020 – all'Hebei China Fortune nella Super League cinese. Considerando anche i play-off, nella Super League 2020 ha realizzato 5 gol in 16 partite. L'anno seguente è rimasto in Cina ma ha cambiato squadra, passando all'Henan Songshan Longmen, con cui ha fatto registrare una rete in 8 presenze in campionato.
Nelle prime giornate della Super League 2022 cinese (iniziata a giugno) non è stato utilizzato, ma a luglio è tornato in Svezia per legarsi ai campioni nazionali del Malmö FF con un contratto di tre anni e mezzo. Da lì a fine anno ha disputato 10 partite di campionato realizzando solo una rete, segnata in occasione della sconfitta sul campo dell'Elfsborg. Nel febbraio 2023 ha manifestato pubblicamente la volontà di lasciare la Svezia, complici i lunghi tempi di attesa per l'ottenimento del permesso di soggiorno per sua moglie. Il successivo 23 marzo, a pochi giorni dall'inizio dell'Allsvenskan 2023, il Malmö FF ha comunicato l'avvenuta risoluzione contrattuale con il giocatore.

### Nazionale
Ha esordito in nazionale nel 2018; ha partecipato alla Coppa delle nazioni africane 2021.

## Statistiche

### Cronologia presenze e reti in nazionale
| Cronologia completa delle presenze e delle reti in nazionale ― Sierra Leone | Cronologia completa delle presenze e delle reti in nazionale ― Sierra Leone | Cronologia completa delle presenze e delle reti in nazionale ― Sierra Leone | Cronologia completa delle presenze e delle reti in nazionale ― Sierra Leone | Cronologia completa delle presenze e delle reti in nazionale ― Sierra Leone | Cronologia completa delle presenze e delle reti in nazionale ― Sierra Leone | Cronologia completa delle presenze e delle reti in nazionale ― Sierra Leone | Cronologia completa delle presenze e delle reti in nazionale ― Sierra Leone |
| Data                                                                        | Città                                                                       | In casa                                                                     | Risultato                                                                   | Ospiti                                                                      | Competizione                                                                | Reti                                                                        | Note                                                                        |
| --------------------------------------------------------------------------- | --------------------------------------------------------------------------- | --------------------------------------------------------------------------- | --------------------------------------------------------------------------- | --------------------------------------------------------------------------- | --------------------------------------------------------------------------- | --------------------------------------------------------------------------- | --------------------------------------------------------------------------- |
| 9-9-2018                                                                    | Ouagadougou                                                                 | Etiopia                                                                     | 1 – 0                                                                       | Sierra Leone                                                                | Qual. Coppa d'Africa 2019                                                   | -                                                                           | 61’                                                                         |
| 4-9-2019                                                                    | Monrovia                                                                    | Liberia                                                                     | 3 – 1                                                                       | Sierra Leone                                                                | Qual. Mondiali 2022                                                         | -                                                                           | 81’                                                                         |
| 8-9-2019                                                                    | Freetown                                                                    | Sierra Leone                                                                | 1 – 0                                                                       | Liberia                                                                     | Qual. Mondiali 2022                                                         | -                                                                           | 59’                                                                         |
| 13-11-2019                                                                  | Freetown                                                                    | Sierra Leone                                                                | 1 – 1                                                                       | Lesotho                                                                     | Qual. Coppa d'Africa 2021                                                   | -                                                                           | 56’                                                                         |
| 13-11-2020                                                                  | Benin City                                                                  | Nigeria                                                                     | 4 – 4                                                                       | Sierra Leone                                                                | Qual. Coppa d'Africa 2021                                                   | -                                                                           |                                                                             |
| 17-11-2020                                                                  | Freetown                                                                    | Sierra Leone                                                                | 0 – 0                                                                       | Nigeria                                                                     | Qual. Coppa d'Africa 2021                                                   | -                                                                           |                                                                             |
| 11-1-2022                                                                   | Douala                                                                      | Algeria                                                                     | 0 – 0                                                                       | Sierra Leone                                                                | Coppa d'Africa 2021 - 1º turno                                              | -                                                                           | 84’                                                                         |
| 16-1-2022                                                                   | Douala                                                                      | Costa d'Avorio                                                              | 2 – 2                                                                       | Sierra Leone                                                                | Coppa d'Africa 2021 - 1º turno                                              | -                                                                           | 73’                                                                         |
| 20-1-2022                                                                   | Limbe                                                                       | Sierra Leone                                                                | 0 – 1                                                                       | Guinea Equatoriale                                                          | Coppa d'Africa 2021 - 1º turno                                              | -                                                                           | 46’ 90+6’                                                                   |
| 9-6-2022                                                                    | Abuja                                                                       | Nigeria                                                                     | 2 – 1                                                                       | Sierra Leone                                                                | Qual. Coppa d'Africa 2023                                                   | -                                                                           |                                                                             |
| 13-6-2022                                                                   | El Jadida                                                                   | Sierra Leone                                                                | 2 – 2                                                                       | Guinea-Bissau                                                               | Qual. Coppa d'Africa 2023                                                   | -                                                                           | 72’                                                                         |
| 24-9-2022                                                                   | Johannesburg                                                                | Sudafrica                                                                   | 4 – 0                                                                       | Sierra Leone                                                                | Amichevole                                                                  | -                                                                           | 65’                                                                         |
| 27-9-2022                                                                   | Casablanca                                                                  | RD del Congo                                                                | 3 – 0                                                                       | Sierra Leone                                                                | Amichevole                                                                  | -                                                                           | 69’                                                                         |
| 14-10-2023                                                                  | Khouribga                                                                   | Benin                                                                       | 1 – 1                                                                       | Sierra Leone                                                                | Amichevole                                                                  | 1                                                                           |                                                                             |
| 17-10-2023                                                                  | Khouribga                                                                   | Somalia                                                                     | 0 – 2                                                                       | Sierra Leone                                                                | Amichevole                                                                  | 2                                                                           |                                                                             |
| 15-11-2023                                                                  | El Jadida                                                                   | Etiopia                                                                     | 0 – 0                                                                       | Sierra Leone                                                                | Qual. Mondiali 2026                                                         | -                                                                           | 67’                                                                         |
| 19-11-2023                                                                  | Monrovia                                                                    | Sierra Leone                                                                | 0 – 2                                                                       | Egitto                                                                      | Qual. Mondiali 2026                                                         | -                                                                           | 80’                                                                         |
| Totale                                                                      |                                                                             | Presenze                                                                    | 17                                                                          |                                                                             | Reti                                                                        | 3                                                                           |                                                                             |

## Palmarès

### Club
- Campionato svedese: 1

Djurgården: 2019

### Individuali
- Capocannoniere della Allsvenskan: 1

2019 (15 gol)